# دکتر هو (فصل ۲۴)
بیست و چهارمین فصل سریال علمی-تخیلی بریتانیایی دکتر هو در تاریخ ۷ سپتامبر ۱۹۸۷ با اولین قسمت نوشته شده توسط سیلوستر مک کوی به نام زمان و رانی شروع شد و با قسمتی به نام آتش اژدها اتمام یافت.